# معده
معده یک عضو توخالی و عضلانی در دستگاه گوارش انسان و بسیاری از جانوران دیگر از جمله چندین بی‌مهره است. معده ساختاری حجیم دارد و به‌عنوان یک عضو حیاتی در دستگاه گوارش عمل می‌کند. معده پس از مرحلهٔ جویدن نقش دارد و با استفاده از آنزیم‌ها و هیدروکلریک اسید تجزیهٔ شیمیایی غذاها را انجام می‌دهد. در انسان و بسیاری از جانوران دیگر، معده بین مری و روده کوچک قرار دارد. معده آنزیم‌های گوارشی و اسید معده ترشح می‌کند تا به گوارش غذا کمک کند. اسفنکتر پیلور عبور غذای نیمه‌هضم‌شده (کیموس) را از معده به دوازدهه کنترل می‌کند، پس از این مرحله، حرکات پریستالتیک وظیفهٔ انتقال کیموس را از طریق روده‌ها به‌عهده می‌گیرد. در دستگاه گوارش انسان، معده بین مری و دوازدهه (نخستین بخش روده کوچک) در یک‌چهارم بالایی در چپ حفره شکمی قرار دارد. بخش بالایی معده در مقابل دیافراگم قرار دارد. پشت معده لوزالمعده قرار دارد. یک چین دوگانهٔ بزرگ از صفاق احشایی به نام چادرینه بزرگ از خمیدگی بزرگ معده آویزان است. دو اسفنکتر، محتویات معده را نگه می‌دارند. اسفنکتر تحتانی مری در ناحیهٔ دهانه معده و در محل اتصال مری و معده، و اسفنکتر پیلور در محل اتصال معده به دوازدهه. از آن‌جایی که معده یک عضو قابل انبساط است، معمولاً برای نگهداری حدود یک لیتر غذا منبسط می‌شود. معدهٔ یک نوزاد انسان تازه متولدشده تنها می‌تواند حدود ۳۰ میلی، لیتر را در خود نگه دارد. حداکثر حجم معده در بزرگسالان بین ۲ تا ۴ لیتر است.
معده به‌دلیل ترشح هیدروکلریک اسید و فاکتور داخلی حاوی غدد برون‌ریز ثانویه است. همچنین به‌دلیل ترشح گاسترین، گرلین، نوروپپتید y، سوماتواستاتین، هیستامین و اندوتلین نیز فعالیت درون‌ریز دارد. معده علاوه بر ماهیچه‌های طولی و حلقوی، دارای ماهیچه‌های مورب نیز هست. هنگام ورود غذا به معده، چین‌خوردگی‌های آن به‌صورت موقت، باز می‌شوند. معده جزو سیستم ایمنی به حساب می‌آید زیرا به دلیل وجود اسید معده هر گونه پاتوژن را در هنگام هضم نابود می‌کند.

## واژه‌شناسی
معده واژه‌ای عربی است. در زبان پارسی میانه، از واژهٔ کومیگ (kumig) برای اشاره به این عضو استفاده می‌شده‌است.
در زبان فارسی هم همان معده است.

## بخش‌ها

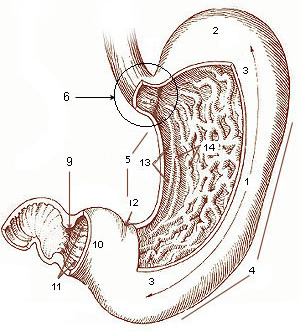
1. جسم معده ۲. طاق معده ۳. دیوارهٔ قدامی ۴. خمیدگی بزرگ ۵. خمیدگی کوچک ۶. کاردیا ۹. اسفنکتر پیلور ۱۰. آنتروم پیلور ۱۱. کانال پیلور ۱۲. فاق گوشه‌دار ۱۳. کانال معده ۱۴. چین‌خوردگی‌های معده (Rugae)

در آناتومی کلاسیک، معدهٔ انسان به چهار بخش تقسیم می‌شود.
- کاردیا (Cardia): بخشی ابتدایی است که محتویات مری به معده تخلیه می‌شود.[۸]
- فوندوس (Fundus): (در قسمت خمیدهٔ بالایی)
- جسم معده: ناحیهٔ اصلی و مرکزی معده است.
- پیلور: بخش پایینی معده است که محتویات را در دوازدهه تخلیه می‌کند.

اسفنکتر تحتانی مری در نزدیکی طاق معده قرار دارد. پژوهش‌ها نشان داده‌اند که طاق معده یک ناحیهٔ مشخص از آناتومی معده نیست، بلکه ناحیه‌ای از پوشش مری است که در اثر رفلاکس آسیب دیده‌است.

## عملکردها

### گوارش
غذا پس از عبور از مری وارد معده می‌شود. معده عضوی است عضلانی و چندلایه. به‌دلیل تولید هیدروکلریک اسید در معده، محدودهٔ پی‌اچ آن بین ۱ تا ۴ است که بستگی به نوع جاندار، غذای درون معده، زمان آن در طول روز و مصرف دارو دارد. اسید معده به‌وسیلهٔ سلول‌های جداری، ترشح می‌شود. هورمون گاسترین، تحریک عصب پاراسمپاتیک (استیل‌کولین) و هیستامین بر میزان ترشح اسید مؤثر هستند. برخی از سلول‌های معده همچنین برای حفاظت از مخاط آن، اسید را به‌گونه‌ای معکوس، ترشح می‌کنند. فاکتور داخلی نیز در معده ترشح می‌شود و با اتصال به ویتامین ب۱۲، نقش مهمی در جذب این ویتامین دارد؛ زیرا این ویتامین، اول به‌صورت پروتئین است. اسید معده باعث می‌شود که این ویتامین از پروتئین درآمده و در معده با فاکتور داخلی ترکیب شده و در بدن جذب شود. ویتامین ب۱۲ در متابولیسم سلولی استفاده می‌شود و برای تولید گلبول‌های قرمز خون و عملکرد دستگاه عصبی ضروری است.
معده به‌عنوان یک غده برون‌ریز در طول روز حدود ۲ تا ۳ لیتر اسید معده ترشح می‌کند. اسید معده همچنین در ایمنی و از بین بردن باکتریها و عوامل بیماری‌زا در معده، نقش دارد. غذا در معده به ذرات کوچکی، خرد می‌شود تا غذا بتواند در روده کوچک جذب شود. شیرهٔ معده همچنین حاوی پپسینوژن غیرفعال است. هیدروکلریک اسید این شکل غیرفعال آنزیم را به شکل فعال آن، پپسین تبدیل می‌کند. پپسین، پروتئین‌ها را به پلی‌پپتید تجزیه می‌کند. غذا همچنین توسط معده از طریق انقباضات عضلانی دیواره، با نام حرکات پریستالتیک کوبیده شده و از حجم غذا کاسته می‌شود. حرکات معده، ناشی از انقباض عضلات آن است و توسط دستگاه عصبی خودمختار به‌ویژه اعصاب سمپاتیک و هورمون‌هایی مانند گاسترین، کوله‌سیستوکینین، سکرتین، انتروگلوکاگون و پلی‌پپتید مهاری معده تنظیم می‌شوند.
مخلوط کردن غذا با ترشحات معده‌ای و تشکیل مخلوط نیمه‌مایعی به نام کیموس. به هضم غذا کمک می‌کند. تخلیهٔ آهستهٔ غذا از معده به داخل رودهٔ کوچک با سرعت مناسب، به گوارش و جذب آن به‌وسیلهٔ رودهٔ کوچک کمک می‌کند.

### جذب
در معده نیز همانند روده کوچک جذب مواد گوارش‌یافته اتفاق می‌افتد؛ اما مقدار جذب مواد در معده، بسیار کمتر از رودهٔ کوچک است. معده نخستین مکان ذخیرهٔ موقت غذاست که قابلیت منبسط‌شدن دارد به‌طوری‌که می‌تواند حدود ۲ تا ۴ لیتر غذا را در خود نگه دارد. برخی از مولکول‌های کوچک خاص، از طریق پوشش داخلی معده، جذب می‌شوند:
- آب، اگر بدن دچار کم‌آبی باشد.
- داروها، مانند آسپرین
- اسیدهای آمینه[۱۴]
- ۱۰ تا ۲۰ درصد از اتانول مصرف‌شده (به‌عنوان مثال، نوشیدنی‌های الکلی)[۱۵]
- کافئین[۱۶]
- تا حد کمی ویتامین‌های محلول در آب (بیشتر در رودهٔ کوچک جذب می‌شوند).[۱۷]

### معده به‌عنوان یک حسگر تغذیه‌ای
معدهٔ انسان می‌تواند با استفاده از گیرنده‌های گلوتامات سدیم گلوتامات را حس کند و این اطلاعات به‌عنوان سیگنال «خوش‌طعم بودن»، از طریق عصب واگ به هیپوتالاموس جانبی و دستگاه لیمبیک در مغز منتقل می‌شود. معده همچنین می‌تواند مستقل از گیرنده‌های چشایی زبان و دهان، گلوکز، کربوهیدرات‌ها، پروتئین‌ها و چربی‌ها را حس کند. این توانایی به مغز اجازه می‌دهد تا ارزش غذایی غذاها را درک کند.

### سایر عملکردها
فاکتور رشد اپیدرمی (EGF) باعث تکثیر، تمایز و بقای سلولی می‌شود. EGF یک پلی‌پپتید با وزن مولکولی کم است که ابتدا از غدد زیرآرواره‌ای موش، خالص‌سازی شد، اما از آن زمان در بسیاری از بافت‌های انسانی از جمله غده زیرآرواره‌ای و غده بناگوشی یافت می‌شود. EGF بزاق، که به‌نظر می‌رسد توسط ید معدنی رژیم غذایی نیز تنظیم می‌شود، نقش فیزیولوژیکی مهمی در حفظ یکپارچگی بافت مری و معده ایفا می‌کند. اثرات زیستی EGF بزاق شامل بهبود زخم‌های دهان و مری، مهار ترشح اسید معده، تحریک سنتز دی‌ان‌ای و محافظت از مخاط در برابر عوامل مضر داخل دستگاه گوارش مانند اسید معده، اسیدهای صفراوی، پپسین، تریپسین و عوامل فیزیکی، شیمیایی و باکتریایی

## بافت‌شناسی
معده مجموعاً چهار لایه اصلی دارد:
۱. مخاط (Mucosa) شامل سه بخش اپی‌تلیوم، لامینا پروپریا و موسکولاریس موکوزا است. ۲. سلول‌های اصلی (ترشح‌کنندهٔ پپسینوژن و لیپاز)، سلول‌های کناری (ترشح‌کنندهٔ اسید معده و فاکتور داخلی)، ۳. سلول‌های واقع در گردن غدد (ترشح‌کنندهٔ مخاط) و سلول‌های انترواندوکراین (APUD) ترشح‌کنندهٔ هورمون‌هایی مانند گاسترین، هیستامین، سروتونین و کوله‌سیستوکینین
1. لایهٔ زیر مخاط (Submucosa) شامل بافت همبند فیبروزی و شبکه عصبی مایسنر
2. لایهٔ عضلانی (Muscularis externa) شامل عضلات مورب داخلی، عضلات حلقوی میانی، شبکه عصبی اوئرباخ و لایهٔ عضلات طولی خارجی (همگی از جنس ماهیچه صاف)
3. لایه سروز (Serosa) بافت پیوندی که به نوعی ادامه صفاق است.

## تاریخچه شناخت معده
معده به عنوان یکی از اعضای کلیدی دستگاه گوارش، از دیرباز مورد توجه پزشکان و فیلسوفان طبیعی بوده است. قدیمی‌ترین اشاره به معده در متون مصری باستان مربوط به پاپیروس ادوین اسمیت (1600 سال قبل از میلاد) دیده می‌شود که در آن از معده با عنوان "کيسه گرم بدن" یاد شده است.
در یونان باستان، بقراط (460-370 ق.م) معده را "ديگ بخار بدن" می‌نامید و معتقد بود تمام بیماری‌ها از اختلال در عملکرد آن ناشی می‌شوند. او توصیه می‌کرد برای درمان بیماری‌ها باید ابتدا معده را پاکسازی کرد.

### ریشه‌شناسی واژه معده
واژه فارسی "معده" از زبان عربی گرفته شده که خود از واژه سریانی "ܡܥܕܐ" (معدا) به معنای "جای پخت و پز" مشتق شده است. این واژه در زبان پهلوی به صورت "میگ" و در سانسکریت "अमाशय" (آماشایا) به کار می‌رفته است.
در زبان انگلیسی، واژه Stomach از لغت لاتین "Stomachus" و آن هم از واژه یونانی "στόμαχος" (استوماخوس) به معنای "دهانه" یا "ورودی" گرفته شده است. این نشان می‌دهد که یونانیان باستان معده را دروازه ورود مواد غذایی به بدن می‌دانستند.

### کشف عملکرد معده در علوم اسلامی
ابوبکر محمد بن زکریای رازی (865-925 م) در کتاب "الحاوی" خود اولین توصیف علمی از اسید معده را ارائه داد. او این ماده را "مایع تند و تيز" نامید که می‌تواند گوشت را هضم کند.
ابن سينا (980-1037 م) در کتاب قانون، معده را به چهار بخش تقسیم کرد: کارديا (ورودی)، فوندوس (بالا)، بدن (وسط) و پيلور (خروجی). این تقسیم‌بندی تا قرن هجدهم در اروپا مورد استفاده قرار می‌گرفت.

### انقلاب علمی در شناخت معده
ویلیام بومونت (1785-1853)، پزشک آمریکایی، با مطالعه روی بیمارش الکسیس سن مارتن که زخم معده داشت، اولین مشاهدات مستقیم از عملکرد معده را ثبت کرد. او با قرار دادن غذاهای مختلف در معده بیمار از طریق فیستول، فرآیند هضم را مستندسازی نمود.
در سال 1824، ویلیام پراوت شيميدان انگلیسی کشف کرد که اسید معده در واقع اسيد هيدروكلريک است. این کشف انقلابی در درک فرآیند هضم ایجاد کرد.

### معده در فرهنگ و ادبیات
در شاهنامه فردوسی، معده به عنوان "گرمخانه تن" توصیف شده است. در بیتی معروف می‌خوانيم: "گرمخانه تن بود معده راست/که در وی خورش همی گشت خواست".
در ادبيات كلاسيك فارسي، معده اغلب نماد خواسته‌ها و تمایلات مادی است. سعدی در گلستان می‌نويسد: "معده پرورده طمع می‌کند/جان بی‌معده بهشت می‌خواهد".

### کشف هلیکوباکتر پیلوری
در سال 1982، دکتر بری مارشال و دکتر رابین وارن با کشف باکتری هلیکوباکتر پیلوری، انقلابی در درک بیماری‌های معده ایجاد کردند. این کشف که در ابتدا مورد تمسخر قرار گرفت، در نهايت جایزه نوبل پزشکی 2005 را برای آنها به ارمغان آورد.
این باکتری عامل اصلی زخم معده و سرطان معده شناخته شده است. جالب اینکه حدود 50% از جمعیت جهان این باکتری را در معده خود دارند، اما فقط در برخی افراد باعث بیماری می‌شود.

### جراحی معده در طول تاریخ
اولین جراحی موفق معده در سال 1881 توسط تئودور بیلروت انجام شد. او روشی برای برداشتن بخشی از معده ابداع کرد که امروزه به نام "بیلروت I و II" شناخته می‌شود.
در سال 1994، اولین جراحی لاپاراسکوپی معده انجام شد که انقلابی در جراحی‌های گوارشی ایجاد کرد. امروزه بیشتر عمل‌های معده با روش‌های کم‌تهاجمی انجام می‌شود.

### معده در طب سنتی
در طب سنتی چین، معده به همراه طحال به عنوان "مرکز تولید انرژی" بدن شناخته می‌شود. متون قدیمی چینی معده را "دریای غذا و نوشیدنی" می‌نامند.
در طب آیورودای هند، معده جایگاه "آگنی" یا آتش گوارشی است. اعتقاد بر این است که وقتی آگنی ضعیف می‌شود، بیماری‌های گوارشی ظاهر می‌شوند.

## اهمیت بالینی

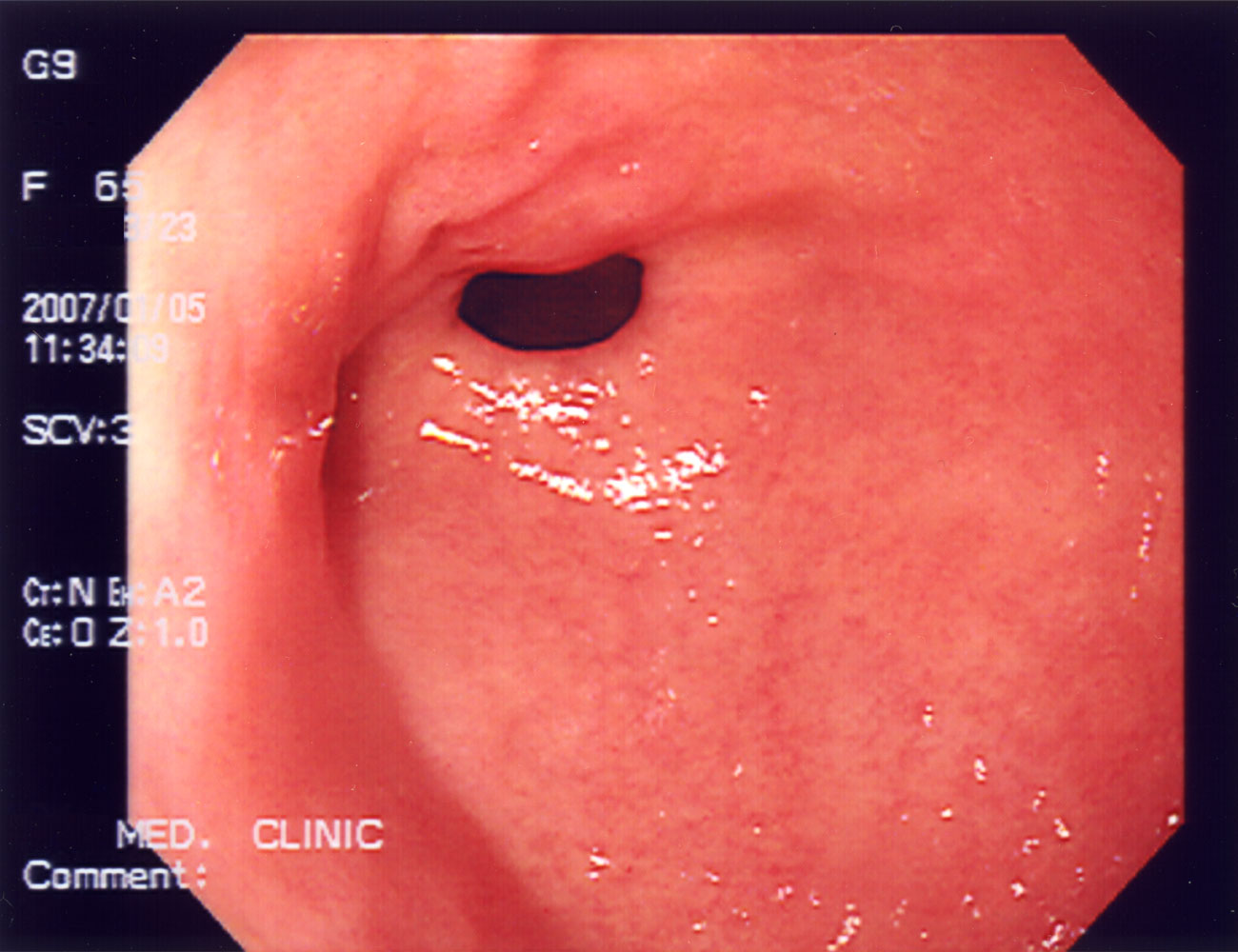
آندوسکوپی از معدهٔ طبیعی یک زن ۶۵ سالهٔ سالم

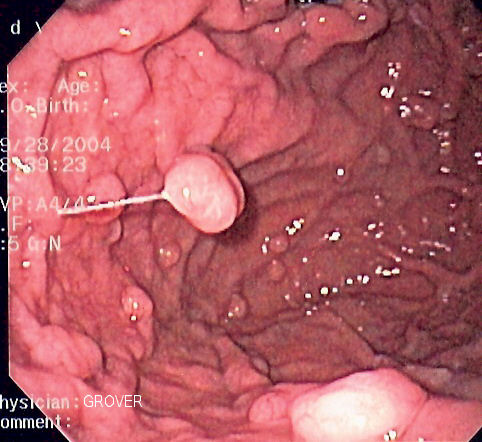
تصویر آندوسکوپی از پولیپ غدهٔ فوندیک.

### بیماری‌های معده
معده، ممکن است که دچار مشکلات مختلفی شود که شایع‌ترین آن‌ها عبارت‌اند از: سوءهاضمه، زخم گوارشی، رفلاکس معده، سرطان معده، خونریزی معده، آلودگی به هلیکوباکتر پیلوری
ریفلاکس معده: بازگشت غذای خورده‌شده، به همراه اسید معده از دهانه معده (ابتدای معده) یا خود معده یا دوازدهه (انتهای معده) به ابتدای مری و گاه به دهان را که حال ناخوشایندی به فرد می‌دهد و ترش‌مزه است ریفلاکس معده می‌گویند. ریفلاکس معده وقتی رخ می‌دهد که دریچهٔ ابتدایی معده، شل شده باشد. دلایل مختلفی برای شل شدن دریچهٔ کاردیا وجود دارد.

### سردی معده
سردی معده از جمله بیماری‌هایی است که امروزه بسیاری از افراد به آن مبتلا می‌شوند. از نشانه‌های سردی معده نیز می‌توان به ترش کردن معده،  اسهال، سوء‌هاضمه، بزرگی شکم، دل‌درد، اسپاسم عضلات شکم، احساس لرز در معده، سوزش و نفخ معده اشاره کرد.
برای درمان فوری سردی معده باید غذاها یا داروهای گیاهی و شربت های سنتی که باعث گرمی‌ معده می‌شوند را مصرف نمایید.

### جراحی‌ها
در انسان، بسیاری از روش‌های جراحی چاقی معده را به منظور کاهش وزن درگیر می‌کند. ممکن است یک حلقه معده در اطراف ناحیهٔ کاردیا قرار داده شود که می‌تواند برای محدود کردن مصرف غذا تنظیم شود. آناتومی معده ممکن است اصلاح شود یا معده، مورد جراحی بایپس قرار گیرد.
برداشتن معده با جراحی را گاسترکتومی و برداشتن ناحیهٔ کاردیا را کاردیکتومی می‌نامند. «کاردیکتومی» اصطلاحی است که برای توصیف برداشتن قلب نیز استفاده می‌شود. گاسترکتومی ممکن است به دلایلی چون سرطان معده یا سوراخ شدن شدید دیوارهٔ معده انجام شود.

## دانستنی
معده هر 3-4 روز یکبار لایه مخاطی خود را تجدید می‌کند تا از خود در برابر اسید محافظت کند.
هنگام غذا خوردن، معده می‌تواند تا 5 برابر حجم عادی خود منبسط شود.
معده تنها عضو بدن است که می‌تواند بدون آسیب دائمی به خودش اسید قوی تولید کند.
احساس "سوزش سر دل" در واقع از معده نیست، بلکه از مری است که اسید معده به آن بازگشته است.
معده در طول خواب فعالیت کمتری دارد، به همین دلیل خوردن غذاهای سنگین قبل از خواب می‌تواند باعث ناراحتی شود.
در طول عمر یک انسان 70 ساله، معده حدود 50 هزار لیتر غذا و 50 هزار لیتر مایعات را پردازش می‌کند. این مقدار معادل پر کردن یک استخر کوچک است!
معده انسان یکی از اعضای خارق‌العاده بدن است که هر روز حدود 2 لیتر اسید هیدروکلریک تولید می‌کند. این اسید آنقدر قوی است که می‌تواند فلز روی را حل کند، اما مخاط محافظ معده مانع از آسیب دیدن خود معده می‌شود.
pH اسید معده بین 1.5 تا 3.5 است که آن را به یکی از اسیدی‌ترین محیط‌های طبیعی بدن تبدیل می‌کند. این سطح اسیدیته برای تجزیه پروتئین‌ها و کشتن باکتری‌های مضر غذا ضروری است.
معده دارای شبکه عصبی مستقل به نام "سیستم عصبی انتریک" است که حاوی حدود 100 میلیون نورون است. به همین دلیل به آن "مغز دوم" بدن می‌گویند که می‌تواند مستقل از مغز عمل کند.
حدود 90% از سروتونین بدن (هورمون احساس خوب) در معده تولید می‌شود. این توضیح می‌دهد که چرا استرس و اضطراب می‌توانند مستقیماً بر عملکرد معده تأثیر بگذارند.
معده یک انسان بالغ می‌تواند تا 4 لیتر غذا و مایعات را در خود جای دهد. اما هنگام خالی بودن، حجم آن به حدود 50 میلی‌لیتر کاهش می‌یابد و چین‌خوردگی‌هایش کاملاً جمع می‌شوند.
معده معمولاً 2 تا 4 ساعت زمان نیاز دارد تا یک وعده غذایی معمولی را هضم کند. اما غذاهای چرب ممکن است تا 6 ساعت یا بیشتر در معده باقی بمانند.
معده اولین خط دفاعی بدن در برابر عوامل بیماری‌زای موجود در غذا است. اسید معده می‌تواند بیشتر باکتری‌ها و ویروس‌های مضر را قبل از رسیدن به روده از بین ببرد.
صدای قار و قور معده که به آن "بوربوریگموس" می‌گویند، در واقع نتیجه حرکت گاز و مایعات در روده‌هاست، نه خود معده. این صداها در هر دو حالت گرسنگی و سیری می‌توانند ایجاد شوند.
معده مردان به طور متوسط 25% بزرگتر از معده زنان است. همچنین تولید اسید معده در مردان معمولاً بیشتر است که ممکن است توضیح دهد چرا مردان بیشتر دچار زخم معده می‌شوند.
فرآیند هضم در معده با ترشح آنزیم پپسین و اسید هیدروکلریک آغاز می‌شود. این ترکیب می‌تواند در عرض 30 دقیقه یک تکه گوشت را به مولکول‌های کوچک‌تر تجزیه کند.
معده با حرکات موجی به نام "پریستالسیس" غذا را با شیره معده مخلوط می‌کند. این حرکات آنقدر قوی هستند که می‌توانند یک توپ گلف را خرد کنند!
لایه مخاطی معده هر 3 تا 4 روز کاملاً تجدید می‌شود تا از دیواره معده در برابر اسید قوی محافظت کند. این مخاط حاوی بیکربنات است که مانند یک خنثی‌کننده طبیعی عمل می‌کند. اگر این لایه محافظ نبود، اسید معده می‌توانست در کمتر از یک ساعت دیواره معده را سوراخ کند! این مخاط به قدری مؤثر است که دانشمندان در حال مطالعه آن برای ساخت مواد محافظتی جدید هستند.
در حالت بی‌وزنی فضا، عملکرد معده تغییر می‌کند. فضانوردان اغلب احساس سیری کاذب دارند، چون غذا در معده آنها به صورت یک توده شناور باقی می‌ماند و به دیواره‌ها فشار نمی‌آورد.
در دوران بارداری، معده زنان به سمت بالا رانده می‌شود و کوچک‌تر می‌شود. این تغییر موقعیت توضیح می‌دهد که چرا زنان باردار با وجود گرسنگی، زود سیر می‌شوند.
رکورد جهانی خوردن 74 هات داگ در 10 دقیقه توسط یک فرد با معده‌ای کاملاً معمولی ثبت شده است! این نشان می‌دهد معده چقدر می‌تواند منبسط شود.
در یک مورد نادر پزشکی، معده یک بیمار پس از برداشتن 75% از حجمش، در عرض یک سال به اندازه طبیعی بازگشت. این نشان‌دهنده توانایی خارق‌العاده معده در ترمیم خود است.
در سال 1822، پزشکی به نام ویلیام بومونت روی یک شکارچی که تصادفاً معده‌اش سوراخ شده بود، آزمایش‌های متعددی انجام داد. او غذاهای مختلف را مستقیماً در معده قرار می‌داد و فرآیند هضم را مشاهده می‌کرد.
در یک آزمایش غیراخلاقی در دهه 1950، دانشمندی به نام استابینز فیرث با بلعیدن یک لوله و بالن، انقباضات معده خود را در حالت‌های مختلف مطالعه کرد. این آزمایش‌ها پایه‌ای برای درک امروزی ما از حرکات معده شد.
اگر تمام چین‌خوردگی‌های معده را باز کنید، سطح آن به اندازه یک زمین تنیس خواهد بود!

کوسه‌ها می‌توانند معده خود را بیرون بیندازند و آن را مثل یک کیسه تمیز کنند! این یکی از عجیب‌ترین رفتارهای گوارشی در طبیعت است.
گاوها روزانه حدود 100-150 لیتر بزاق تولید می‌کنند تا به تخمیر در شکمبه کمک کنند. این مقدار برای پر کردن یک وان حمام کافی است!
مرغ مگس‌خوار می‌تواند در یک روز معادل 2 برابر وزن بدن خود شهد بخورد. اگر انسان چنین توانایی داشت، باید روزانه 150 کیلوگرم غذا می‌خورد!

## معده در سایر جانوران

### معده گاو
گاوها دارای سیستم گوارشی فوق‌العاده پیچیده‌ای هستند که شامل یک معده چهارحجره‌ای می‌شود. این چهار بخش به نام‌های شکمبه، نگاری، هزارلا و شیردان شناخته می‌شوند.
حجم شکمبه گاو می‌تواند به 200 لیتر برسد که حدود 50 برابر معده انسان است. این فضای بزرگ برای تخمیر مواد گیاهی سخت ضروری است.
گاوها غذای خود را دو بار می‌جوند! ابتدا غذا را سریع می‌بلعند، سپس بعد از تخمیر اولیه در شکمبه، آن را به دهان برمی‌گردانند و به آرامی می‌جوند. به این فرآیند "نشخوار کردن" می‌گویند.
در شکمبه گاو، میلیاردها میکروارگانیسم زندگی می‌کنند که به تجزیه سلولز کمک می‌کنند. بدون این میکروب‌ها، گاوها نمی‌توانند از علف تغذیه کنند.

### معده مرغ مگس‌خوار
مرغ مگس‌خوار کوچک‌ترین معده را در میان مهره‌داران دارد که فقط حدود 0.5 میلی‌لیتر گنجایش دارد. این به اندازه یک عدس است!
این پرندگان کوچک هر 10-15 دقیقه یکبار باید غذا بخورند، چون معده آنها نمی‌تواند شهد را برای مدت طولانی ذخیره کند. متابولیسم فوق‌العاده سریع آنها نیاز به تغذیه مداوم دارد.
شهد گل‌ها در عرض 10-15 دقیقه کاملاً هضم و جذب می‌شود. این سریع‌ترین زمان هضم در میان تمام حیوانات است.
مرغ مگس‌خوار برای حفظ انرژی، در شب وارد حالتی شبیه به کما می‌شود که در آن متابولیسم بدن تا 95% کاهش می‌یابد. این سازگاری به آنها کمک می‌کند بدون غذا زنده بمانند.

### معده کوسه
کوسه‌ها دارای معده‌های U شکل هستند که می‌توانند بسیار منبسط شوند. یک کوسه بزرگ می‌تواند تا 10% وزن بدن خود را در یک وعده غذایی بخورد!
اسید معده کوسه آنقدر قوی است که می‌تواند استخوان، دندان و حتی فلزات را حل کند. pH اسید معده کوسه حدود 0.8 است که از اسید باتری هم قوی‌تر است!
برخی کوسه‌ها می‌توانند معده خود را به طور کامل از دهان بیرون بیندازند تا آن را تمیز کنند! این رفتار که "معده‌درآوری" نام دارد، در کمتر موجودی دیده می‌شود.
کوسه‌ها می‌توانند هفته‌ها یا حتی ماه‌ها بدون غذا زنده بمانند، چون معده آنها می‌تواند به شدت کوچک شود و متابولیسم بدن را کاهش دهد.

### معده پاندا
با وجود اینکه پانداها از نظر طبقه‌بندی جانوران گوشتخوار هستند، اما 99% رژیم غذایی آنها را بامبو تشکیل می‌دهد. این در حالی است که معده آنها برای هضم گوشت تکامل یافته است!
معده پانداها بسیار اسیدی است (pH حدود 1.5) که برای هضم گوشت مناسب است، نه گیاهان. این باعث می‌شود آنها فقط بتوانند 17% از مواد مغذی بامبو را جذب کنند.
پانداها مجبورند روزانه 12-16 ساعت غذا بخورند تا انرژی کافی دریافت کنند. یک پاندای بالغ می‌تواند روزانه تا 20 کیلوگرم بامبو مصرف کند!
برای جبران این ناکارآمدی، پانداها دارای میکروب‌های خاصی در روده هستند که به هضم سلولز کمک می‌کنند. این میکروب‌ها شبیه به میکروب‌های معده گاوها هستند.

### معده کانگورو
کانگوروها دارای معده‌های تک‌حجره‌ای هستند، اما سیستم گوارشی آنها ویژگی‌های خاصی دارد. بخش اول معده آنها به نام "پیش‌معده" مملو از میکروب‌های تخمیرکننده است.
برخلاف گاوها که غذا را برمی‌گردانند و دوباره می‌جوند، کانگوروها این کار را انجام نمی‌دهند. در عوض، آنها غذا را به آرامی و با دقت می‌جوند تا تخمیر بهتری انجام شود.
کانگوروها می‌توانند آب مورد نیاز خود را تا حد زیادی از طریق متابولیسم غذا به دست آورند. این سازگاری برای زندگی در مناطق خشک استرالیا ضروری است.
مدفوع کانگوروها بسیار خشک است و ادرار آنها بسیار غلیظ، که نشان‌دهنده کارایی فوق‌العاده سیستم گوارشی آنها در حفظ آب است.

### معده مورچه‌خوار
مورچه‌خوارها دندان ندارند، اما معده آنها عضلانی است و مانند یک سنگ آسیاب عمل می‌کند. آنها با کمک معده خود حشرات را خرد می‌کنند.
اسید معده مورچه‌خوارها بسیار قوی است و می‌تواند پوشش سخت حشرات را تجزیه کند. pH معده آنها حدود 1.3 است که حتی از معده انسان هم اسیدی‌تر است.
مورچه‌خوارها غذای خود را در کمتر از 30 دقیقه هضم می‌کنند. این سرعت بالا به آنها اجازه می‌دهد روزانه تا 30,000 حشره بخورند!
زبان چسبناک و معده قدرتمند مورچه‌خوارها یک سیستم تغذیه‌ای بسیار کارآمد ایجاد کرده است که به آنها اجازه می‌دهد با کمترین انرژی بیشترین غذا را به دست آورند.

### مقایسه معده حیوانات
معده گاو بزرگ‌ترین حجم را دارد (200 لیتر)، در حالی که معده مرغ مگس‌خوار کوچک‌ترین است (0.5 میلی‌لیتر). این تفاوت بیش از 400,000 برابر است!
قوی‌ترین اسید معده متعلق به کوسه‌ها است (pH 0.8)، در حالی که معده پانداها با وجود گیاهخواری هنوز بسیار اسیدی است (pH 1.5). این نشان می‌دهد که رژیم غذایی لزوماً با اسیدیته معده ارتباط مستقیم ندارد.

### سازگاری‌های تکاملی
معده چهارحجره‌ای گاوها نتیجه میلیون‌ها سال تکامل برای استفاده از منابع گیاهی است. این یک شاهکار مهندسی طبیعت است.
مرغ مگس‌خوار کوچک‌ترین معده را دارد، چون پرواز با سرعت بالا نیازمند بدن بسیار سبک است. این یک سازگاری تکاملی برای زندگی هوایی است.

### معده اسب آبی
اسب‌های آبی دارای معده‌های سه‌حجره‌ای عجیبی هستند که شبیه به یک سیستم تخمیر پیشرفته عمل می‌کند. این ساختار به آنها کمک می‌کند تا از گیاهان سخت تغذیه کنند.
جالب اینجاست که اسب‌های آبی می‌توانند تا 150 کیلوگرم گیاه را در یک روز مصرف کنند. معده آنها به گونه‌ای تکامل یافته که می‌تواند این حجم عظیم مواد گیاهی را پردازش کند.
حجره اول معده اسب آبی مانند یک مخزن تخمیر عمل می‌کند که حاوی باکتری‌های ویژه‌ای است. این باکتری‌ها به تجزیه سلولز کمک می‌کنند و مواد مغذی را آزاد می‌سازند.
نکته جالب اینجاست که اسب‌های آبی برخلاف گاوها، غذا را برنمی‌گردانند و نمی‌جوند. در عوض، آنها از تخمیر پیش‌معده‌ای برای هضم استفاده می‌کنند.

### معده کوالا
کوالاها دارای یک روده کور بسیار طولانی هستند که عملاً مانند یک معده دوم عمل می‌کند. این اندام برای تخمیر برگ‌های سخت اکالیپتوس ضروری است.
برخلاف تصور عمومی، برگ‌های اکالیپتوس سمی هستند و معده کوالاها حاوی باکتری‌های ویژه‌ای است که می‌توانند این سموم را خنثی کنند. این باکتری‌ها از مادر به فرزند منتقل می‌شوند.
کوالاها تنها 4-5 ساعت در روز فعالیت می‌کنند و بقیه زمان را به هضم غذا اختصاص می‌دهند. این به آنها اجازه می‌دهد با حداقل انرژی بیشترین استفاده را از غذای کم‌مغذی خود ببرند.
جالب اینجاست که کوالاها آب بسیار کمی می‌نوشند، چون بیشتر آب مورد نیاز خود را از برگ‌های اکالیپتوس تأمین می‌کنند. نام "کوالا" در زبان بومی به معنای "نمی‌نوشد" است!

### معده پلاتیپوس
پلاتیپوس دارای یک معده بسیار ساده است که بیشتر شبیه به یک لوله مستقیم است. این نشان می‌دهد که پلاتیپوس‌ها از نظر تکاملی بین خزندگان و پستانداران قرار دارند.
جالب اینجاست که پلاتیپوس‌ها فاقد اسید معده هستند و به جای آن از سنگ‌های گوارشی در روده خود برای خرد کردن غذا استفاده می‌کنند. این ویژگی بیشتر در پرندگان و خزندگان دیده می‌شود.
پلاتیپوس‌ها دندان ندارند و در عوض از صفحات شاخی در دهان خود برای خرد کردن غذا استفاده می‌کنند. این یکی دیگر از ویژگی‌های خزنده‌گونه آنهاست.
معده پلاتیپوس آنقدر ساده است که دانشمندان را شگفت‌زده کرده است. این نشان می‌دهد که چگونه یک گونه می‌تواند با وجود ویژگی‌های ابتدایی موفق باشد.

### معده تنبل
تنبل‌ها دارای کندترین سیستم گوارشی در میان پستانداران هستند. هضم یک وعده غذایی در معده آنها ممکن است تا یک ماه طول بکشد!
این سرعت کم گوارش با متابولیسم بسیار پایین تنبل‌ها هماهنگ است. آنها تنها هفته‌ای یک بار دفع مدفوع دارند که یک رکورد در میان پستانداران است.
معده تنبل‌ها حاوی باکتری‌های ویژه‌ای است که به تجزیه سلولز کمک می‌کنند. این باکتری‌ها آنقدر کارآمد هستند که تنبل‌ها می‌توانند از برگ‌های سخت تغذیه کنند.
دمای بدن تنبل‌ها تنها حدود 30 درجه سانتیگراد است که پایین‌تر از بیشتر پستانداران است. این به آنها کمک می‌کند انرژی کمتری مصرف کنند.

### معده اختاپوس
اختاپوس‌ها دارای سه مغز گوارشی هستند که در اطراف معده قرار دارند. این سیستم عصبی پیچیده به آنها اجازه می‌دهد فرآیند هضم را به طور مستقل کنترل کنند.
معده اختاپوس دارای یک ساختار عضلانی قوی است که مانند یک سنگ آسیاب عمل می‌کند. این عضلات می‌توانند حتی سخت‌ترین پوسته‌ها را خرد کنند.
اختاپوس‌ها قبل از رسیدن غذا به معده، آن را با بزاق سمی خود هضم می‌کنند. این فرآیند خارج‌بدنی به آنها اجازه می‌دهد از طعمه‌های بزرگ تغذیه کنند.
جالب اینجاست که اختاپوس‌ها پس از جفت‌گیری می‌میرند، چون معده آنها به طور دائم از کار می‌افتد. این یک نمونه جالب از برنامه‌ریزی زیستی است.

## نگارخانه

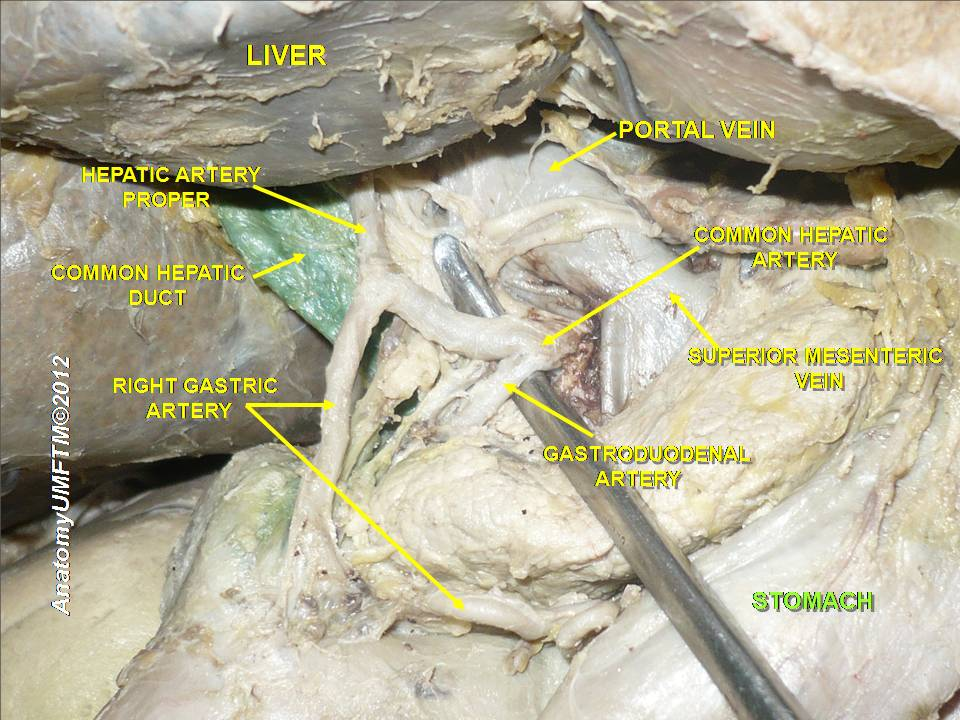